# Turquoise (band)
Turquoise is een band uit Bergen (Noord-Holland), actief in de jaren 1968-'70.
De gitarist en zanger van de band was Thé Lau, die later bij cabaretgroep Neerlands Hoop in hun rockshow "Neerlands Hoop Express" als gitarist speelde. De band, een trio, speelde voor die tijd, eind jaren zestig, stevige rockmuziek van onder andere The Cream. Turquoise beschikte reeds over "torens". Thé Lau speelde in die tijd op een rode Gibson ES-335. Turqoise bracht één single uit, Who Knows.

## Bezetting
- Thé Lau - Gitaar, zang[1]
- JP den Tex - Basgitaar
- Emile den Tex - Gitaar, zang
- Gerard Borst - Drums